# Municipio de Spring River (condado de Lawrence)
El municipio de Spring River (en inglés: Spring River Township) es un municipio ubicado en el condado de Lawrence en el estado estadounidense de Arkansas. En el año 2010 tenía una población de 374 habitantes y una densidad poblacional de 4,15 personas por km².

## Geografía
El municipio de Spring River se encuentra ubicado en las coordenadas 36°11′26″N 91°18′11″O / 36.19056, -91.30306. Según la Oficina del Censo de los Estados Unidos, el municipio tiene una superficie total de 90.14 km², de la cual 89,91 km² corresponden a tierra firme y (0,25 %) 0,23 km² es agua.

## Demografía
Según el censo de 2010, había 374 personas residiendo en el municipio de Spring River. La densidad de población era de 4,15 hab./km². De los 374 habitantes, el municipio de Spring River estaba compuesto por el 97,59 % blancos, el 1,6 % eran amerindios y el 0,8 % eran de una mezcla de razas. Del total de la población el 0,27 % eran hispanos o latinos de cualquier raza.